# Кутора Шелковникова
Кутора Шелковникова (лат. Neomys schelkovnikovi) — вид млекопитающих рода куторы. Видовое название дано в честь русского зоолога А. Б. Шелковникова (1870—1933). Её ареал занимает весь Кавказский перешеек от Предкавказья до прилегающих районов Турции и Ирана. В Российской Федерации водится в горных районах Дагестана. Обитает в речных долинах, предпочитая берега мелких речек и ручьёв с чистой водой и быстрым течением. Размножается с мая по август. Мех длиннее и гуще, чем у других кутор. Окраска спины чёрно-бурая, тусклая, с примесью пепельно-серых тонов; брюшко серовато-белое, часто с желтовато-коричневым налётом.